# Болдырев, Вениамин Алексеевич
Вениами́н Алексе́евич Бо́лдырев (1920—1988) — капитан теплохода «Балтийский-63» Амурского речного пароходства Министерства речного флота РСФСР, город Хабаровск. Герой Социалистического Труда (1971).

## Биография
Родился в 1920 году в селе Нижне-Тамбовское Хабаровского уезда Приморской области Дальневосточной республики (ныне — село Нижнетамбовское Комсомольского района Хабаровского края). По национальности русский.
Окончив школу-семилетку, поступил во Владивостокский морской техникум, который не окончил из-за начала Великой Отечественной войны — в июле 1941 года он был мобилизован в Красную Армию. Во время службы в армии вступил в ВКП(б).
В августе 1945 года в звании старшего сержанта участвовал в советско-японской войне в составе 255-го отдельного артиллерийско-пулемётного батальона (109-й укреплённый район 35-й армии, 1-й Дальневосточный фронт). За храбрость, проявленную при блокировке вражеского командного пункта коменданта Хутоуского укрепрайона и штурме дзота «Острая», был награждён медалью «За отвагу». Во время войны получил тяжёлое ранение, долго лечился в госпиталях.
После демобилизации В. А. Болдырев решил вернуться в морскую профессию, однако, учитывая полученное ранение, медкомиссия запретила ему работать в море. Тогда он поступил в Амурское речное пароходство, где здоровье позволяло ему работать — ходил по реке Амур помощником, а затем и капитаном танкера «Тырма» . Параллельно с трудовой деятельностью учился в техникуме на заочном отделении, после его окончания был назначен капитаном теплохода «Алтай», который совершал рейсы на линии Благовещенск — Сахалин.расходов дало Амурскому пароходству экономию около 1,5 миллиона рублей.
В 1962 году стал капитаном теплохода «Балтийский-63». На этом посту стал одним из первых амурских капитанов, освоивших путь из Хабаровска в порты Японии, куда он возил лес с Нижнего Амура. Был стал зачинателем смешанного плавания по схеме «река — море» по доставке груза на Сахалин без перевалки. В результате прямых рейсов в порт Москальво на каждой тонне доставляемого груза экономилось по 6 рублей. Это новшество уже к 1969 году за счёт сокращения эксплуатационных расходов дало Амурскому пароходству экономию около 1,5 миллиона рублей.
Путь из Благовещенска и Хабаровска по Амуру (около 2 тысяч километров) и далее 12-часовой переход по морю требовали от экипажа сухогруза перехода на работу по совмещённым профессиям. Его команда сократилась на 5 человек, а производительность труда значительно повысилась, благодаря чему экипаж теплохода досрочно выполнял производственные задания.
По его предложению в навигацию 1969 года амурские суда после небольшого дооборудования стали регулярно совершать международные рейсы в Японию сквозь туманы и сильные штормы в суровых дальневосточных водах. Экипаж теплохода «Балтийский-63», капитаном которого был В. А. Болдырев, внедрил этот смешанный тип плавания и позволил сэкономить государству сотни тысяч рублей.
Будучи капитаном теплохода, В. А. Болдырев усердно занимался своим образованием, без отрыва от производства окончив два заочных отделения речного училища — судоводительское и механическое. Активно участвовал в общественной жизни, был членом ЦК профсоюза рабочих морского и речного транспорта.
Указом Президиума Верховного Совета СССР от 4 мая 1971 года за выдающиеся успехи, достигнутые в выполнении заданий пятилетнего плана по развитию речного транспорта, Болдыреву Вениамину Алексеевичу присвоено звание Героя Социалистического Труда с вручением ордена Ленина и золотой медали «Серп и Молот».
Проживал в городе Хабаровске. Скончался 12 июня 1988 года.

## Награды
- Герой Социалистического Труда (09.08.1958)
- Орден Ленина (09.08.1958)
- орден Отечественной войны II степени (11.03.1985)[1]
- орден Трудового Красного Знамени (12.03.1966)
- медали СССР, в том числе:
  - медаль «За отвагу» (31.8.1945)[2]
  - медаль «За победу над Японией»
  - медаль «За трудовую доблесть» (08.02.1954)